# Pseudomesus bispinosus
Pseudomesus bispinosus là một loài chân đều trong họ Desmosomatidae. Loài này được Chardy miêu tả khoa học năm 1974.